# Отворени врати
 Тази статия е за филма на Джани Амелио.  За християнската организация вижте Отворени врати (организация).  
„Отворени врати“ (на италиански: Porte aperte) е италиански филм от 1990 година, драма на режисьора Джани Амелио по негов сценарий в съавторство с Винченцо Черами и Алесандро Сермонета, базиран на едноименния роман на Леонардо Шаша от 1987 година.
В центъра на сюжета е съдия в Палермо през 30-те години на XX век, който, воден от неодобрението си на смъртното наказание и въпреки нежеланието на властите и на самия обвиняем, се задълбочава в разследването на дело за тройно убийство, успявайки да предотврати осъждането на обвиняемия на смърт за сметка на провала на собствената си кариера. Главните роли се изпълняват от Джан Мария Волонте, Енио Фантастикини, Ренцо Джовампиетро, Ренато Карпентиери.
„Отворени врати“ е номиниран за „Оскар“ за чуждоезичен филм и получава Европейска филмова награда за най-добър филм.